# Chuck Daly Lifetime Achievement Award
El Chuck Daly Lifetime Achievement Award es un galardón otorgado anualmente por la National Basketball Coaches Association (Asociación nacional de entrenadores de baloncesto profesional), a un entrenador de la NBA con una larga trayectoria en el baloncesto y un "estándar de integridad, excelencia competitiva y promoción incansable" del juego. El premio lleva el nombre del exentrenador de la NBA Chuck Daly. y su primer ganador fue Tom Heinsohn.

## Ganadores
| * | Elegido para el Naismith Memorial Basketball Hall of Fame |

| Temporada | Entrenador         | Nacionalidad   | Equipos entrenados |
| --------- | ------------------ | -------------- | --- |
| 2008-09   | Tom Heinsohn       | Estados Unidos | Boston Celtics (1969–1978) |
| 2009-10   | Jack Ramsay        | Estados Unidos | Philadelphia 76ers (1968–1972) Buffalo Braves (1972–1976) Portland Trail Blazers (1976–1986) Indiana Pacers (1986–1988)                                                                                        |
| 2009-10   | Tex Winter         | Estados Unidos | Houston Rockets (1971–1973) Chicago Bulls (1985–1999) (assistant coach) Los Angeles Lakers (1999–2008) (assistant coach)                                                                                       |
| 2010-11   | Lenny Wilkens      | Estados Unidos | Seattle SuperSonics (1969–1972; 1977–1986) Portland Trail Blazers (1974–1976) Cleveland Cavaliers (1986–1993) Atlanta Hawks (1993–2000) Toronto Raptors (2000–2003) New York Knicks (2004–2005)                |
| 2011-12   | Pat Riley          | Estados Unidos | Los Angeles Lakers (1981–1990) New York Knicks (1991–1995) Miami Heat (1995–2003; 2005–2008) |
| 2012-13   | Bill Fitch         | Estados Unidos | Cleveland Cavaliers (1970–1979) Boston Celtics (1980–1983) Houston Rockets (1983–1988) New Jersey Nets (1989–1992) Los Angeles Clippers (1994–1998)                                                            |
| 2013-14   | Bernie Bickerstaff | Estados Unidos | Seattle SuperSonics (1985–1989; 1989–1990) Denver Nuggets (1995–1996) Washington Bullets/Wizards (1997–1999) Charlotte Bobcats (2004–2007) Los Angeles Lakers (2012)                                           |
| 2014-15   | Dick Motta         | Estados Unidos | Chicago Bulls (1968–1976) Washington Bullets (1976–1980) Dallas Mavericks (1980–1987; 1994–1996) Sacramento Kings (1990–1991) Denver Nuggets (1996–1997)                                                       |
| 2015-16   | K.C. Jones         | Estados Unidos | Capital/Washington Bullets (1973–1976) Boston Celtics (1983–1988) Seattle SuperSonics (1990–1992) |
| 2015-16   | Jerry Sloan        | Estados Unidos | Chicago Bulls (1979–1982) Utah Jazz (1988–2011) |
| 2016-17   | Al Attles          | Estados Unidos | Golden State Warriors (1969–1983) |
| 2016-17   | Hubie Brown        | Estados Unidos | Kentucky Colonels (1974–1976) Atlanta Hawks (1976–1981) New York Knicks (1982–1987) Memphis Grizzlies (2002–2005)                                                                                              |
| 2017-18   | Doug Moe           | Estados Unidos | San Antonio Spurs (1976–1980) Denver Nuggets (1980–1991) Philadelphia 76ers (1992–1993) |
| 2018-19   | Frank Layden       | Estados Unidos | Utah Jazz (1981–1989) |
| 2019-20   | Del Harris         | Estados Unidos | Houston Rockets (1979–1983) Milwaukee Bucks (1987–1991) Los Angeles Lakers (1994–1999) |
| 2020-21   | Larry Brown        | Estados Unidos | San Antonio Spurs (1988–1992) Los Angeles Clippers (1992–1993) Indiana Pacers (1993–1997) Philadelphia 76ers (1997–2003) Detroit Pistons (2003–2005) New York Knicks (2005–2006) Charlotte Bobcats (2008–2010) |
| 2021-22   | Mike Fratello      | Estados Unidos | Atlanta Hawks (1983–1990) Cleveland Cavaliers (1993–1999) Memphis Grizzlies (2004–2006) |
| 2022-23   | Rick Adelman       | Estados Unidos | Portland Trail Blazers (1989–1994) Golden State Warriors (1995–1997) Sacramento Kings (1999–2006) Houston Rockets (2007–2011) Minnesota Timberwolves (2011–2014)                                               |
| 2023-24   | Rudy Tomjanovich   | Estados Unidos | Houston Rockets (1992–2003) Los Angeles Lakers (2004–2005) |